# Орлов, Владимир Алексеевич
Влади́мир Алексе́евич Орло́в (бел. Уладзімір Аляксеевіч Арлоў, род. 25 августа 1953, Полоцк) — белорусский прозаик, поэт, историк.

## Биография
Окончил исторический факультет БГУ (1975). Работал в Новополоцке учителем истории, корреспондентом, заведующим отделом, заместителем редактора городской газеты «Химик», после переезда в Минск — редактором издательства «Мастацкая літаратура» (1988—1997). С 1988 в Белорусском Народном Фронте, дважды избирался в Сейм БНФ. Теперь[когда?] беспартийный. Греко-католик. Живёт в Минске.

## Творчество
Дебютировал стихами в студенческом самиздатском журнале «Блакітны ліхтар» (Новополоцк, 1973). Во время учёбы в БГУ стал одним из инициаторов выпуска в Минске самиздатского литературного альманаха «Мілавіца» (1974—1976), за что вызывался в КГБ для «профілактіческіх бесед». Вместе с В. Мудровым в 1970—1980-х принял участие в копировании и распространении ряда запрещенных в то время белорусских изданий, среди которых был «Расейска-беларускі (крыўскі) слоўнік» В. Ластовского.
Известность принесла проза, произведения исторической тематики, затем обратил на себя внимание как оригинальный эссеист и поэт.
Автор многочисленных книг прозы, поэзии, исторических очерков и эссе.
Произведения В. Орлова переводились на многие языки, в том числе на английский, немецкий, польский, шведский, чешский, украинский, венгерский, французский, румынский, русский, эстонский, литовский, латышский, словацкий, грузинский и др. Более чем на 25 языков переведено написанное в 1990 эссе «Независимость — это…».
Автор сценариев научно-документальных фильмов «Евфросиния Полоцкая», «Полоцкие лабиринты», «Симеон Полоцкий» и др.
Перевел с русского языка на белорусский книгу Николая Улащика «Была такая деревня» (1989), с украинского языка на белорусский книги Валерия Шевчука «Убийство Петра Неизвестного» (1993) и Александра Ирванца «Ривне/Ровно» (2007).

### Оценки
Владимир Орлов — мастер исторической прозы, ироничный эссеист. Филигранное владение стилем и грубовато-сочный юмор сделали его одним из самых популярных писателей страныЖурнал «ARCHE»

## Награды
- 1986 — Премия Ленинского комсомола Беларуси за книгу «Добры дзень, мая Шыпшына».
- 1990 — Медаль Франциска Скорины «за вклад в разработку темы исторического прошлого Беларуси в литературе».
- 1993 — Издательская премия имени Владимира Короткевича за книги «Еўфрасіння Полацкая» и «Рандэву на манеўрах».
- 1996 — Литературная премия имени Франциска Богушевича Белорусского ПЕН-центра за книгу «Таямніцы полацкай гісторыі».
- 1998 — Премия Общества свободных литераторов «Глиняный Велес» за книгу «Божая кароўка зь Пятай авеню».
- 2004 — Премия Бориса Кита (Германия).
- 2006 — Премия «Залатая літара» за сборник стихов «Паром праз Ла-Манш».
- 2010 — Международная премия «Европейский поэт свободы» (Польша) за книгу «Паром празь Ля-Манш».
- 2015 — Премия журнала «Дзеяслоў» «Золотой апостроф» за повесть «Танцы над горадам».
- 2015 — Серебряная медаль «Zasłużony Kulturze Gloria Artis» (Польша).
- 2016 — Международная литературная премия «Алеко» (Болгария).
- 2016 — Литературная премия имени Алеся Адамовича Белорусского ПЕН-центра за книгу «Імёны Свабоды».
- 2017 — Премия Тётки за книгу «Айчына: маляўнічая гісторыя. Ад Рагнеды да Касцюшкі».
- 2018 — Литературная премия имени Ежи Гедройца за книгу «Танцы над горадам».
- 2019 — Медаль «100 лет БНР» (Рада Белорусской народной республики)[1]